# Lovisa Åhrberg
Maria Lovisa Åhrberg eller Årberg, kallad Jungfru Åhrberg, född 17 maj 1801 i Uppsala, död 26 mars 1881 i Stockholm, var en svensk självlärd kirurg och läkare, en av de första kvinnor i Sverige med egen erkänd praktik och läkarmottagning som praktiserande kirurg och läkare.

## Biografi
Född i Uppsala som dotter till vaktdrängen vid universitetet Erik Årberg och hans hustru Britta Maria Upgren. Hon hade en naturlig fallenhet för läkaryrket, lärde hon sig medicin och sjukvård då hon följde med modern och mormodern, som vårdade sjuka, på deras arbete. Då hon sedan flyttade till Stockholm, där hon var anställd som piga i ett privathem, anlitades hon ofta av vänner från Uppsala-tiden vid sjukdom. Hennes rykte spred sig, och snart hade hon så många uppdrag att hon kunde sluta arbeta som piga och kunde försörja sig som läkare med egen praktik och kunder från alla samhällsklasser. 
Hon mötte en del motstånd från läkarkretsar, men efter att hennes kunskaper testats och hennes verksamhet befanns vara fri från kvacksalveri, tilläts hon utöva sitt yrke. Hon erhöll 12 maj 1852 av Oscar I medaljen För medborgerlig förtjänst (12 storleken). Medaljen fungerade i samtiden i praktiken som en legitimering och ett erkännande av henne som Sveriges första kvinnliga läkare. Tidningen Folkets röst noterade 12 maj 1852:
Kongl. Maj:t har funnit godt tilldela jungfru Lovisa Åhrberg en medalj i silfver af 12 storleken med omskrift 'För medborgerlig förtjenst' att i silfver bäras om halsen.
Hennes praktik var populär och arbetsbördan så ansträngande att hennes egen hälsa försämrades av överansträngning, och hon flera gånger fick resa och vila upp sig på kurorten i Karlsbad. 
Fredrika Bremer uttryckte 1856 sin beundran för Åhrberg i sin roman Hertha: 
”Vare det mig tillåtet att här uttala ett ord av högaktning och erkännande för sårläkarinnan i Stockholm, jungfru Årberg, samt den önskan, att några av de förmögna, som stundom skicka sina vagnar för att avhämta den skickliga läkarinnan, ville, en eller annan gång, bevista de mottagningar, hon var dag ger åt Stockholms fattigaste befolkning, strömmande till henne genom öppna dörrar, med sina sår och skador; de skulle, såsom vi, intagas av beundran över det outtröttliga tålamod, det glada lynne, samt den frikostighet, med vilka hon ger sin tid, sin vård och sina salvor åt de tusende, som ingenting ha att ge henne igen utom ett tack, vilket stundom av de lågsinnade, förvandlas till otack. De skulle såsom vi känna önskan att förskaffa henne en bättre plats för sin välgörande verksamhet, än den hon nu har, snart sagt på gatan, och medel att utan alltför stor förlust fortsätta den, och de skulle kanhända, lyckligare än vi, kunna utföra vad de önska.
I Blekingeposten 12 april 1881 beskrevs ett besök på hennes mottagning vid Lilla Vattugränd (nu Vattugatan): 
"Det var en medelstor, kraftigt bygd, medelålders qvinna. Hennes drägt var en ordentlig arbetareqvinnas, enkel och utan vank. Hållningen fast, blicken godhjärtad, men utan pjunk; dragen något grofva, men regelbundna. Ändtligen hade hon slutat med mjölnardrängen: 'Nu behöver du ej komma hit mer'. Drängen drog fram en sedel för att 'betala jungfrun för sitt besvär'. 'Ja, visst skall du det göra'. Jungfru Åhrberg mottog sedeln − en femriksdalers − och fäste sin blick forskande på mannen: 'Kan du betala så mycket du?' Mannen svarade höfligt, att det kunde han nog och det ansåg han kuren vara värd. Jungfru Åhrberg tog upp sin portmonnä och gaf mannen två riksdaler tillbaka, yttrande något i den vägen som 'Nu är det bra, adjö med dig' och tacksamt gick mjölnardrängen sin väg. [...]
'Men hvari ligger då, goda jungfru Åhrberg, hemligheten af eder konst?'
Min konst? Se här. Jungfru Åhrberg tog lapisstången, upplyfte honom och sade: 'Det är skada, att våra läkare icke nog känna och iakttaga bruket af denna'.
[...] Hon verkade länge i Sveriges hufvudstad, trots allt ogillande från läkareskråets sida − här funnos dock läkare som skattade henne ganska högt.
Hon tog endast emot en enda elev som lärling, ”Doktorinnan Henricsson”, som arbetade på Serafimerlasarettet och 1865 öppnade egen mottagning under den officiella titeln sjuksköterska, en titel hon dock inte hade formell utbildning för.
Jungfru Årberg, som hon allmänt kallades, var verksam till 1870, då hon blev blind. Hennes bouppteckning visade att hon var rik, då den visade en behållning av 17 400 kronor, vilket motsvarade 16 347 595 kronor år 2012 mätt med löneindex för manlig industriarbetare.
Lovisa Åhrberg är begravd på Norra begravningsplatsen utanför Stockholm.

### Fotnoter
1. ↑  svar.ra.se, Uppsala domkyrkoförsamlings kyrkoarkiv (SE/ULA/11632) SVAR-Svensk arkivinformation
2. ↑  Hälsovårdsnämndens dödsbevis 1878 - 1926, vissa församlingar Arkiverad 3 mars 2016 hämtat från the Wayback Machine. Stockholms stadsarkiv
3. 1 2 3 4 5  Bo S. Lindberg  Kirurgernas historia. Om badare, barberare och fältskärer ISBN 978-91-506-2655-1. Tryckt av Kph Trycksaksbolaget, Uppsala 2017
4. ↑  ”Herthas del (Hertha eller en själs historia) Fredrika Bremer (1856)
5. ↑   i Wilhelmina Stålberg, Anteckningar om svenska qvinnor (1864)